# ماگییا
ماگییا (به اسپانیایی: Maguilla) یک شهرستان در اسپانیا است که در استان باداخس واقع شده‌است.